# Kerur, Chikodi
Kerur là một làng thuộc tehsil Chikodi, huyện Belgaum, bang Karnataka, Ấn Độ.